# 뉴사라마
뉴사라마(영어: Newsarama)는 미국의 웹사이트이다. 미국 만화에 대한 뉴스, 인터뷰 및 수필 등을 다룬다. 2004년, 2006년, 2008년에는 이글 상(Eagle Award)을 수상하였다.